# 天神有海
天神 有海（てんじん うみ、3月25日 - ）は、日本の女性声優。栃木県出身。フリー。

## 経歴
かつてはトリトリオフィス、アークプロダクション、アクアライトに所属していた。
趣味はビーズアクセサリー作り。

## 出演
太字はメインキャラクター。

### テレビアニメ
1997年
- 金田一少年の事件簿（青山ちひろ、亜紀、女生徒A）
- さくらももこ劇場 コジコジ（1997年 - 1999年、ハレハレ、赤ん坊、生徒、つとむの母、カメ子、娘A、正太）
- 夢のクレヨン王国（女将、ヤマアラシ穣、司会者、新婦、ホワホワ 他）

1998年
- アニメ週刊DX!みいファぷー
  - こっちむいてみい子（山田みい子）
  - ふしぎ魔法ファンファンファーマシィー（ピンチィ、のんすけの犬）
  - ヘリタコぷーちゃん（欠席）

- グランダー武蔵RV（子供）
- 花さか天使テンテンくん（茜田イズミ）

1999年
- イソップワールド（リンゴの木）
- おジャ魔女どれみ（1999年 - 2002年、芝山みさき、佐川ゆうじ〈代役〉、伊藤こうじ、菊池はじめ、ベス、梅野ゆかり、みさき、ロビー・ベネックス） - 4シリーズ
- 神風怪盗ジャンヌ（加賀健一）
- コレクター・ユイ（第1期）（クラスメート）
- 週刊ストーリーランド（1999年 - 2000年、女B、ユカ、裕太）
- 神八剣伝（ナナ）
- 仙界伝 封神演義（呂能）
- デジモンアドベンチャー（泉光子郎、マッシュモン）
- HUNTER×HUNTER（第1作）（ポンズ、アニタ、ズシ、コルトピ）
- ベターマン（ヤァーント、いとしの香ちゃん18歳）
- 魔法使いTai!（御小手ミチコ）

2000年
- コレクター・ユイ（第2期）（姫川マヤ、女子学生）
- デジモンアドベンチャー02（泉光子郎、テータム、光子郎の娘）
- へろへろくん（へろへろ虫、アレアレ、ウタウタ、ミコミコ、パタパタ）
- ハムスター倶楽部（ひかる、えんどーくん）

2001年
- Cosmic Baton Girl コメットさん☆（麻衣、青ヌイビト、ツキビト）
- Dr.リンにきいてみて!（八代裕実）

2002年
- デジモンフロンティア（パンダモン）
- ハングリーハート WILD STRIKER（立花カナ、叶恭介〈5歳〉）
- 満月をさがして（空）

2004年
- ファンタジックチルドレン（2004年 - 2005年、クロード、ベル、子供A）

2005年
- B-伝説! バトルビーダマン 炎魂（ジンベエ）
- まほらば〜Heartful days（黒崎朝美）

2022年
- デジモンゴーストゲーム（稚児）

### OVA
- 貯金戦士キャッシュマン（1997年、ピンキー）
- 恋の律動 Rhythm 〜始まり〜（1999年、ファウナ）
- も〜っと!おジャ魔女どれみ ママといっしょに おしえて♪ももちゃん おやつクッキング（2001年、みさき）
- HUNTER×HUNTER（2002年、コルトピ）
- HUNTER×HUNTER GREED ISLAND（2003年、コルトピ、インタビュアー）

### 劇場アニメ
- PiPiとべないホタル（1996年、リーア）
- スプリガン（1998年、声）
- デジモンアドベンチャー ぼくらのウォーゲーム!（2000年、泉光子郎）
- デジモンアドベンチャー02 デジモンハリケーン上陸!!/超絶進化!!黄金のデジメンタル（2000年、泉光子郎）
- アリーテ姫（2001年、仕立て屋の従弟）
- デジモンアドベンチャー02 ディアボロモンの逆襲（2001年、泉光子郎）

### ゲーム
1998年
- えすえふアンドロギャる〜（しらりん）

1999年
- ギャルズパニックS2（双葉るい、河北千春）

2000年
- さくらももこ劇場 コジコジ（ハレハレ）
- サモンナイト（アカネ）
- 好きだよっ!（新橋玲奈） - 18禁作品
- ブレイドアーツ 〜黄昏の都ルルイエ〜（蘭花）
- 天使同盟（アイリ）
- White 〜セツナサのカケラ〜（倉島みかな）

2001年
- 君がいた季節 フルボイスバージョン（伊隅みちる）
- サモンナイト2（アカネ）
- ぬくもりの中で（新橋玲奈）
- HUNTER×HUNTER 龍脈の祭壇（ポンズ）
- 悪だくみ（聖島秀美）

2002年
- ファーランドシンフォニー（ラビィ）
- シャドウハーツII（石村小助）

2006年
- サモンナイト4（アカネ）

2007年
- エグザミネイター（金田真理子）

2013年
- デジモンアドベンチャー（泉光子郎）

2023年
- 共闘ことばRPG コトダマン（泉光子郎）

2024年
- パズドラ（泉光子郎）

### ドラマCD
2002年
- 好きだよっ!（新橋玲奈） - 全2巻
- 中国ラブアタック（ツェット）
- 悪 〜WARU〜（女子）

2003年
- 困った時には星に聞け!（高山睦美）
- 困った時には星に聞け! 2 〜本当の友達何人いる?〜（高山睦美）
- 生意気。（看護婦2、受付）

2004年
- 困った時には星に聞け! 3 〜天使は一人きり〜（高山睦美）
- 君さえいれば…（町田奈々子）

2005年
- 歯科医は愛を試される（まゆこ）
- Eternal Guardian 〜聖戦士伝説〜 第1部 第2章『ティア・プレリュード』（カイン）

2006年
- アルトネリコ 世界の終わりで詩い続ける少女 side 彌紗（ユオ）

2009年
- たなくまCD 妄想列島☆旅人編 〜地方の言葉で癒されるわ〜ん!〜（天雲由樹）

### CD
- デジモンアドベンチャー02 ベストパートナー (3) 泉光子郎&テントモン